# Air Japan
Ne doit pas être confondu avec All Nippon Airways ou Air Nippon.
Air Japan Air Japan Co., Ltd. (株式会社エアージャパン, Kabushiki-gaisha Eā Japan, typographié AirJapan) est la compagnie aérienne charter du groupe All Nippon Airways (ANA). Son siège est basé à l'aéroport international de Narita à Narita, à Chiba.
Elle commence ses opérations le 1er janvier 2001 entre Osaka et Séoul, puis est relancée en 2022 comme filiale low-cost long courrier du groupe ANA.

## Histoire
Le 29 juin 1990, la société World Air Network. Co., Ltd. est créée. La certification de vol est obtenue le 8 février 1991 pour exploiter des lignes aériennes charter.
Le 5 juillet 2000, la compagnie est renommée Air Japan Co. et débute ses vols internationaux entre Osaka et Séoul en janvier 2001.
En juillet 2010, Air Japan fusionne avec ANA et Japan Express.
Ils reçoivent leur 1er Boeing 787 Dreamliner le 18 janvier 2024.

## Destinations
Depuis février 2024, Air Japan exploite des vols de passagers vers les destinations suivantes sous sa propre marque : 
| Pays         | Ville     | Aéroport                         | Début des vols  | Fin des vols | Notes  |
| ------------ | --------- | -------------------------------- | --------------- | ------------ | ------ |
| Japon        | Tokyo     | Aéroport international de Narita | 9 février 2024  | —            |        |
| Singapour    | Singapour | Aéroport de Singapour-Changi     | 26 avril 2024   | —            | Future |
| Corée du Sud | Séoul     | Aéroport international d'Incheon | 22 février 2024 | —            | Future |
| Thaïlande    | Bangkok   | Aéroport de Bangkok-Suvarnabhumi | 9 février 2024  | —            |        |

Lignes régulières :
- Tokyo Narita - Bangkok Suvarnabhumi
- Tokyo Narita - Séoul Incheon
- Tokyo Narita[1] - Singapour Changi

## Flotte
La flotte de Air Japan se compose comme suit : 
| Appareils                     | En service | Commandes | Passagers | Notes                                                                   |
| ----------------------------- | ---------- | --------- | --------- | ----------------------------------------------------------------------- |
| Boeing 787-8 Boeing 767-300ER | 2 1        | 4 --      | 324 202   | Transféré depuis All Nippon Airways Transféré depuis All Nippon Airways |
| Total                         | 3          | 4         |           |                                                                         |